# سمرنا (کارولینای جنوبی)
سمرنا(به انگلیسی: Smyrna) شهری در ایالت کارولینای جنوبی کشور ایالات متحده آمریکا است که جمعیت آن در سرشماری سال ۲۰۱۰ میلادی، ۴۵ نفر بوده‌است.